# Titus Flavius Vithannus

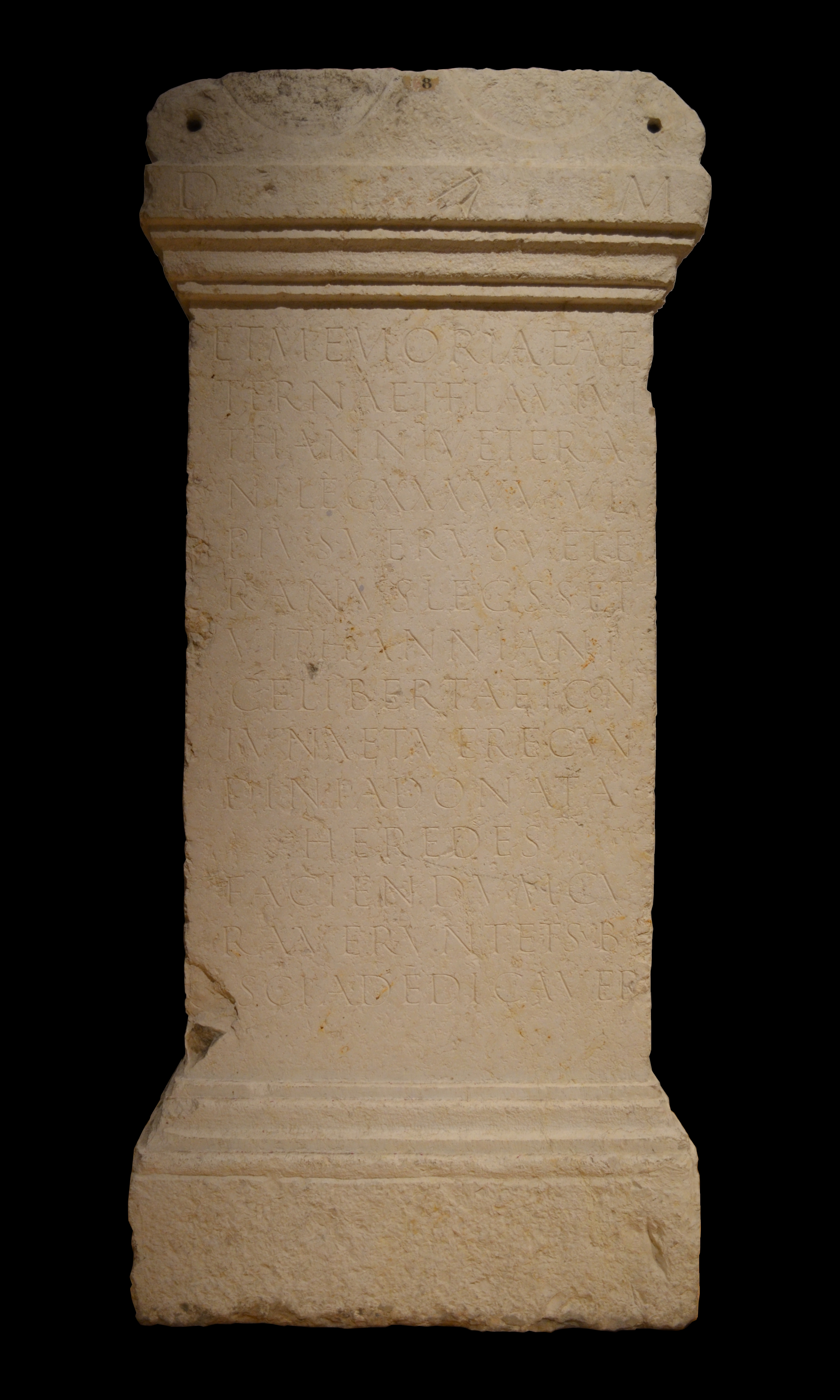
Die Inschrift

Titus Flavius Vithannus war ein im 3. Jahrhundert n. Chr. lebender Angehöriger der römischen Armee.
Durch eine Inschrift, die in Lugudunum gefunden wurde, ist belegt, dass Vithannus Veteran der Legio XXX Ulpia Victrix war. Der Grabstein wurde ihm von den Erben errichtet und unter der Ascia geweiht. Die Erben waren der Veteran Ulpius Verus aus derselben Legion, die Freigelassene und Ehefrau Vithannia Nice sowie Verecundinia Donata.
Die Inschrift wird in der Epigraphik-Datenbank Clauss-Slaby in die erste Hälfte des 3. Jahrhunderts datiert, bei Marcus Reuter auf nach 197.